# لوار أتلانتيك الكلاسيكي 2015
لوار أتلانتيك الكلاسيكي 2015 (بالفرنسية: Classic Loire-Atlantique 2015 )‏ هو سباق دراجات هوائية، وهو الموسم رقم 16 من نفس السباق، وأقيم في 21 مارس 2015، وامتدّ لمسافة 184.8 كيلومتر، وهو أحد سباقات طواف أوروبا للدراجات 2015، وقد شارك في السباق 132 متسابقاً، ووصل إلى نهايته 83 متسابقاً.
فاز فيه بالمركز الأول ألكسيس غوجيراد، وبالمركز الثاني ماركو ماركاتو، وبالمركز الثالث أنتوني ديلابلاسي.

## الفرق
| فرق عالمية (2)- AG2R La Mondiale - FDJ فرق قارية محترفة (8)- أندروني جوكاتولي-سيدرمك 2015 ‏ - Bretagne-Séché Environnement - كاجا رورال-سيغوروس 2015 ‏ - Cofidis, Solutions Crédits - Cult Energy Pro Cycling ‏ - Europcar - سبورت فلاندرين بالويس 2015 ‏ - Wanty-Groupe Gobert فرق قارية (7)- أرمي دي تير 2015 ‏ - إتش بي بي تي بي – أوبير 93 ‏ - ديلكو ‏ - موسم يوسكادي مورياس 2015 ‏ - Van Rysel–Roubaix ‏ - Veranclassic–Ago ‏ - بنجوال باوليز ساوكس دبليو بي ‏ |  |
| |  |

## وصلات خارجية
- الموقع الرسمي
- لوار أتلانتيك الكلاسيكي 2015 على موقع إحصائيات الدراجات الإحترافية (الإنجليزية)